# Abuta colombiana
Abuta colombiana är en tvåhjärtbladig växtart som beskrevs av Harold Norman Moldenke. Abuta colombiana ingår i släktet Abuta och familjen Menispermaceae. Inga underarter finns listade i Catalogue of Life.